# أمير مصر (فلم)
أمير مصر (بالإنجليزية: The Prince of Egypt) هو فيلم ملحمي تم إنتاجه في الولايات المتحدة وصدر في سنة 1998.

## بطولة
- فال كيلمر
- رالف فاينس
- ميشيل فايفر
- ساندرا بولوك
- جيف غولدبلوم

## القصة
قصة رسومية عن الرواية اليهودية للأحداث المتعلقة ببعثة النبي (موسى) إلى (بني إسرائيل) إبان فترة إقامتهم في (مصر)، وقصة ذبح (فرعون مصر) لأبناء اليهود من الذكور، ونجاة (موسى) وأخيه (هارون) وأختهما (مريم) من الذبح، ونشأة (موسى) في قصر (فرعون مصر)، وصعوده ليكون أهم أنبياء (بني إسرائيل) من هناك.

### ترشيحات وجوائز
| السنة | الحدث  | الفئة      | النتيجة  |
| ----- | ------ | ---------- | -------- |
|       | أوسكار | أفضل أغنية | فـــــوز |

## الميزانية والإيرادات
بلغت تكلفة إنتاج الفيلم حوالي 70 مليون دولار بينما حقق أرباحا تقدر بـ 218,613,188 دولار.

## وصلات خارجية
- مقالات تستعمل روابط فنية بلا صلة مع ويكي بيانات

1. ↑  "معلومات عن أمير مصر (فيلم) على موقع sratim.co.il". sratim.co.il. مؤرشف من الأصل في 2019-12-09.
2. ↑  "معلومات عن أمير مصر (فيلم) على موقع hulu.com". hulu.com. مؤرشف من الأصل في 2019-12-15.
3. ↑  "معلومات عن أمير مصر (فيلم) على موقع filmaffinity.com". filmaffinity.com. مؤرشف من الأصل في 2016-04-27.